# 금전적 보상
금전적 보상(financial compensation)이란 물건, 노동의 대가로 금전이나 기타 경제적 가치가 있는 물건을 제공하거나 부상에 대한 비용을 지급하는 행위를 말한다. 금전적 보상의 목적은 경제적 교환에 참여하는 사람들 사이의 관계를 보존하는 것이다.
금전적 보상의 종류는 다음과 같다.
- 손해배상, 타인의 의무 위반으로 인해 회복할 수 있는 금전적 보상에 대한 법적 용어
- 국유화 보상금, 재산 국유화 시 지급되는 보상금
- 지불
- 보수
  - 이연보상
  - 임원 보상
  - 로열티
  - 급여
  - 임금 (경제학)
- 직원 복리 후생

업무 관련 부상을 입은 직원을 보호하기 위한 근로자 보상
서비스 제공 실패 후 고객 신뢰 회복을 위해 금전적 보상을 제공하는 경우가 많다. 이와 관련된 대응은 범죄자가 후회한다는 사실을 전달하는 사과를 제공하는 것이다.
금전적 보상이 인센티브로 제공될 수 있다. 일부 제안은 거절하기에는 너무 좋다. 이는 사람들의 판단을 왜곡하고, 사람들의 이익에 어긋나며 피해를 입힐 수 있는 부당한 유인책이 될 수 있다.
법원에서 판사가 피해자에게 재정적 보상을 부과할 수 있다.

## 같이 보기
- 수입 (회계)